# 노토가와정
노토가와정(能登川町)은 시가현 간자키군에 속했던 정이다.
마직물의 산지로 알려져 근대에는 방적으로 번성하였다.오미 상인 발상지 중 하나로도 알려져 있다.

## 지리
시가 현의 중앙부에 위치하고 정역의 북서부가 비와 호에 면한다. 마을 남부에는 산산(이노코 산, 간온지 산 등)이 우뚝 솟아 히가시오미 시(구 고카조 정) 및 아즈치 정과의 경계를 이룬다. 

## 역사
- 1942년 2월 11일 - 간자키군 이바정, 구리미촌, 고호촌, 노토가와촌, 야하타촌이 합병해 간자키군 노토가와정이 성립하였다.
- 2006년 1월 1일 - 가모군 가모정과 합병해 히가시오미시에 편입되었다. 동일 노토가와정은 폐지되었다.

## 교통

### 철도
- 서일본 여객철도
  - 비와코 선